# لاري فالنسيا
لاري فالنسيا هو سياسي أمريكي، ولد في 29 يوليو 1958. نشط حزبياً في الحزب الديمقراطي. وقد انتخب عضو مجلس نواب رود آيلاند ‏.